# Saint-Denis-d’Aclon
Saint-Denis-d’Aclon ist eine französische Gemeinde mit 128 Einwohnern (Stand 1. Januar 2022) im Département Seine-Maritime in der Region Normandie (vor 2016 Haute-Normandie). Sie gehört administrativ zum Arrondissement Dieppe und ist Teil des Kantons Dieppe-1 (bis 2015 Offranville). Die Einwohner werden Dionysiens genannt.

## Geografie
Saint-Denis-d’Aclon liegt etwa zwölf Kilometer westsüdwestlich von Dieppe nahe der Alabasterküste des Ärmelkanals. Am Ostrand der Gemeinde fließt der Saâne. Umgeben wird Saint-Denis-d’Aclon von den Nachbargemeinden Longueil im Norden und Nordosten, Ouville-la-Rivière im Osten, Ambrumesnil im Südosten sowie Avremesnil im Süden und Westen.

## Bevölkerungsentwicklung
| 1962                      | 1968 | 1975 | 1982 | 1990 | 1999 | 2006 | 2013 |
| ------------------------- | ---- | ---- | ---- | ---- | ---- | ---- | ---- |
| 184                       | 209  | 271  | 274  | 235  | 196  | 179  | 140  |
| Quelle: Cassini und INSEE |      |      |      |      |      |      |      |

## Sehenswürdigkeiten
- Kirche Saint-Denis
- Schloss Monceau